# Fedora
Fedora Core je jedna od najpopularnijih distribucija GNU/Linuksa, nastavak linije proizvoda . Nekada je preduzeće Red Hat imalo dve linije proizvoda: Red Hat Linux, namenjenu kućnim i manjim profesionalnim korisnicima, te liniju proizvoda Red Hat Enterprise Linux koja i danas postoji a namenjena je pre svega velikim profesionalnim korisnicima. Distribucija Fedora Core je vrlo svež proizvod, ništa manje stabilan od prethodnika, sa vrlo velikom korisničkom bazom, kvalitetnom podrškom zajednice te je idealan za računarske entuzijaste, kućne korisnike i . Preduzeće Red Hat je donelo promenu poslovnog modela nakon izlaska Red Hat Linux-a 9. Ima nekoliko razloga za takvu radikalnu promjenu:
- Povećanje kvaliteta usluge velikim poslovnim korisnicima,
- Dinamičniji razvoj te kvalitetnije isprobavanje svojih tehnologija kroz distribuciju
- Mjera opreza od sudskih tužbi zbog zakona o softverskim patentima.

Nove verzije distribucije Fedora Core izlaze svakih šest do osam meseci.

## Spoljašnje veze
- Званични веб-сајт
- на Дистровочу
- Forum za Fedora korisnike
- 5 (standardni instalacioni ISO odraz)